# Walther von Selve
Walther von Selve (* 25. Juli 1876 in Altena; † 5. Januar 1948 in Vaduz, Liechtenstein; vollständiger Name Hermann Heinrich Max Walther Selve, 1918 geadelt) war ein deutscher Unternehmer, Erfinder und Sportler.

## Leben
Walther von Selve wurde 1876 in Altena als Sohn des Unternehmers Gustav Selve (1842–1909) geboren. Er besuchte bis zur Unterprima ein humanistisches Gymnasium in Bonn. Anschließend absolvierte er eine kaufmännisch-technische Ausbildung und ging 1897 als Volontär zu einem Rüstungsunternehmen im belgischen Herstal. Im Jahr 1898 studierte er ein Semester lang an der Universität Lüttich.
1898/1899 leistete er seinen Militärdienst als Einjährig-Freiwilliger beim Garde-Kürassier-Regiment in Berlin und studierte anschließend Ingenieurwissenschaften an der Technischen Hochschule Charlottenburg. Nach dem Studium ging er nach Paris, um dort bei einem Unternehmen seine kaufmännischen Kenntnisse zu erweitern.
1910 heiratete er Else Wieland (1888–1971), eine Tochter von Philipp Wieland (1863–1949), dem Mitinhaber der Wieland-Werke in Ulm.
Im Ersten Weltkrieg diente Walther von Selve für kurze Zeit an der Front und reiste im Auftrag des preußischen Kriegsministeriums ins Ausland.

## Unternehmerische Tätigkeit

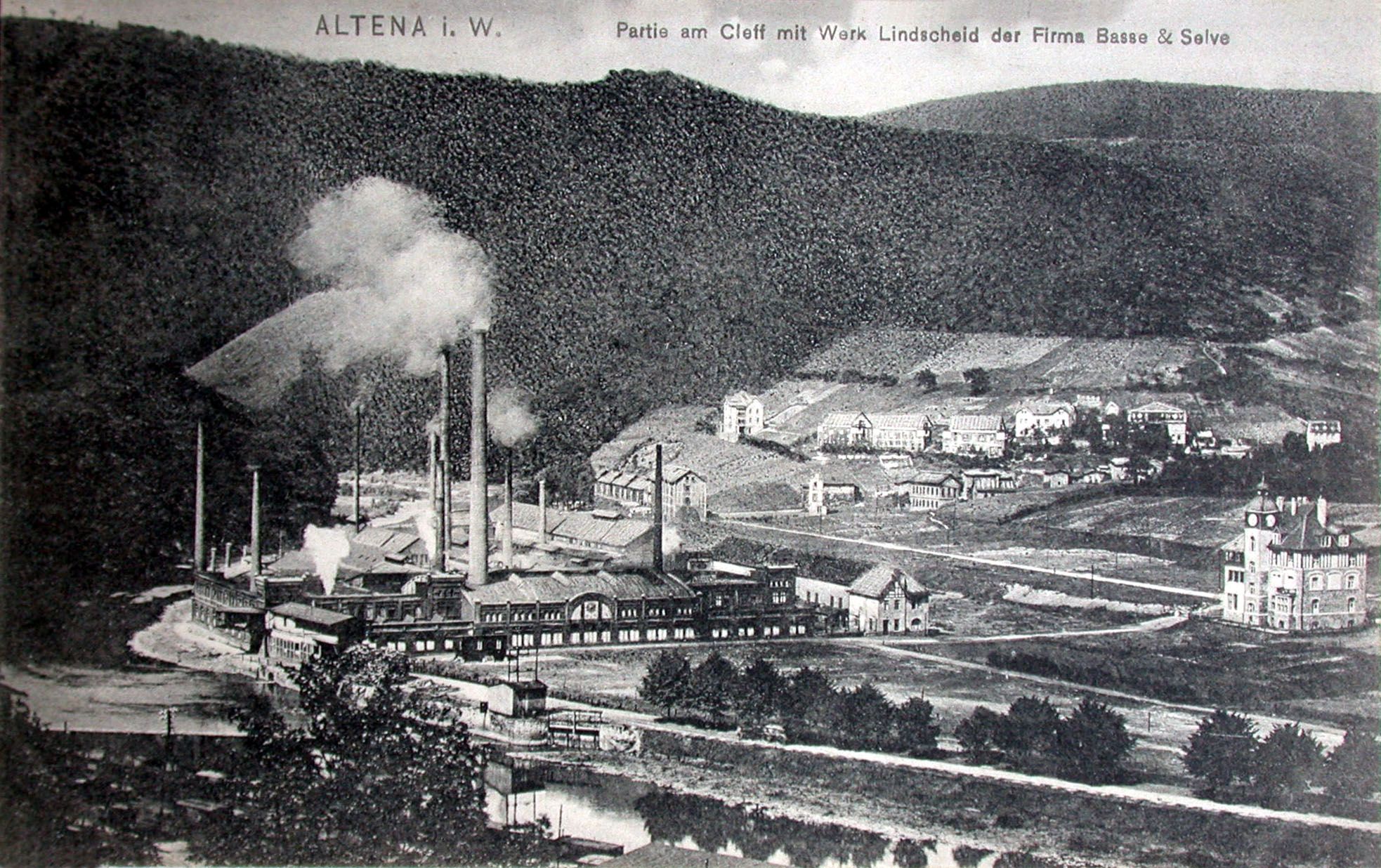
Werk Linscheid der Basse & Selve GmbH in Altena, um 1899

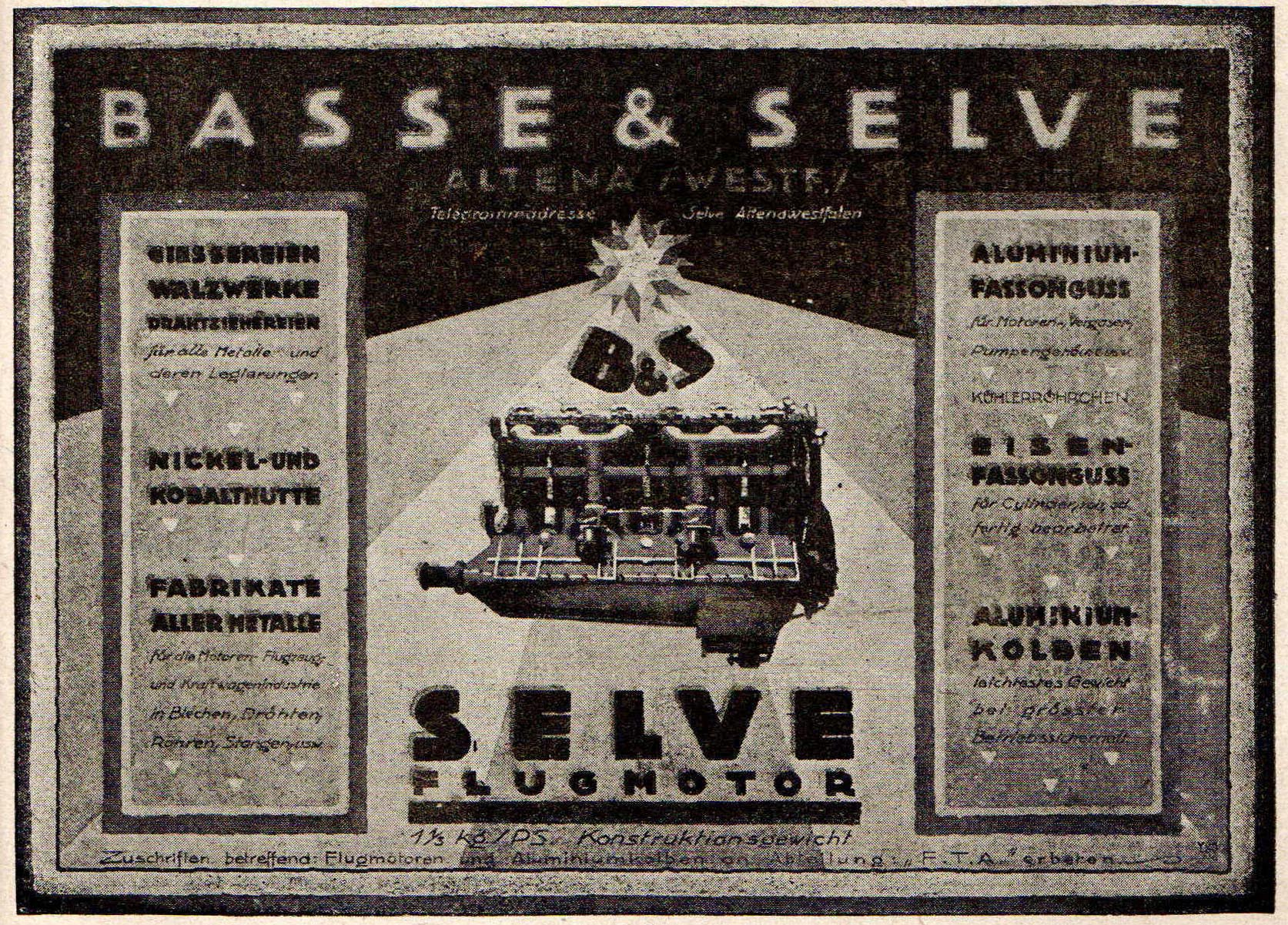
Annonce für den Basse & Selve Flugmotor

1901 trat Walther von Selve in das väterliche Unternehmen Basse & Selve ein, eines der führenden deutschen Unternehmen der Metallindustrie. Für das Unternehmen unternahm er zu Beginn des 20. Jahrhunderts teilweise mehrjährige Reisen ins Ausland, darunter nach Neukaledonien, Australien und Nordamerika. Nach dem Tod seines Vaters im Jahr 1909 wurde er 1911 Teilhaber von Basse & Selve.
Auf sein Drängen hin stieg Basse & Selve 1911 in die Produktion von Motoren für Flugzeuge und Luftschiffe ein. Neben Aluminiumkühlern und -felgen konstruierte von Selve auch Kolben aus Aluminium, was eine bedeutende Innovation im Motorenbau darstellte. Auf Anregung des Kriegsministeriums hatte Kaiser Wilhelm II. einen Preis von 50.000 Mark für den besten deutschen Flugmotor ausgelobt. Ausgerichtet werden sollte der Wettbewerb von der als Verein gegründeten Deutschen Versuchsanstalt für Luftfahrt. Als Selve jedoch 1912 an diesem Kaiserpreis-Wettbewerb teilnehmen wollte, musste er den Motor auf Verlangen des Preisgerichts auf Gusseisenkolben umrüsten. In früheren Versuchen waren nach wenigen Stunden Laufzeit im Kolbenboden Risse entstanden, woraus man schloss, dass Aluminium mit seiner Schmelztemperatur von 800 °C den Gastemperaturen von über 1000 °C nicht standhalten könne. Das Militär gab schließlich seine Vorbehalte auf, nachdem ab 1916 Rolls-Royce-Maschinen mit Aluminiumkolben gefunden wurden.
Auch nach dem Ersten Weltkrieg lag der Schwerpunkt von Selves unternehmerischer Tätigkeit auf der Motoren- und Automobilproduktion.

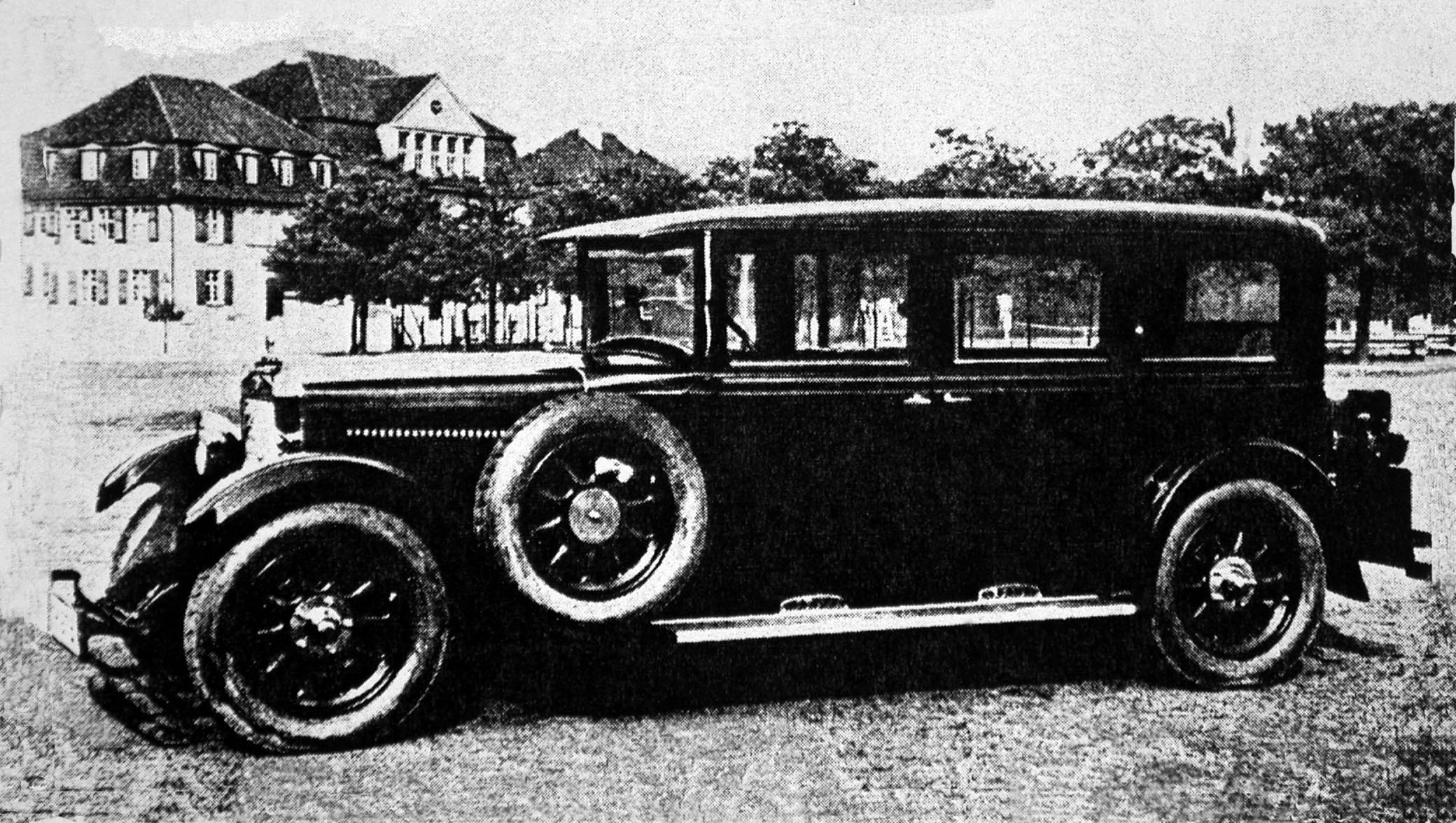
Modell Selve Selecta der Selve Automobilwerke AG (1928)

1917 übernahm er das Unternehmen Norddeutsche Automobilwerke in Hameln, das in Selve-Automobilwerke GmbH umbenannt wurde. 1918 lieferte Basse & Selve die Motoren für den Langstreckenbomber Siemens-Schuckert R VIII.
1921 wurde das Unternehmen Basse & Selve in eine Aktiengesellschaft umgewandelt. Im selben Jahr veranstaltete das Reichsverkehrsministerium einen Kolben-Wettbewerb.
Allerdings wurde der Konzern schwer durch die Weltwirtschaftskrise und den dadurch bedingten Konzentrationsprozess in der Metallindustrie getroffen. Die Selve-Automobilwerke AG in Hameln musste bereits 1929 den Betrieb einstellen und ging in die Insolvenz. Die Basse & Selve AG ging später auf die Vereinigte Deutsche Metallwerke AG (VDM) über.
Walther von Selve zog sich zunehmend aus dem operativen Geschäft zurück, behielt aber mehrere Aufsichtsratsmandate inne. Gegen Ende der 1930er-Jahre zog er nach Liechtenstein, wo er sich 1940 auch einbürgern ließ. Hier widmete er sich der Familienforschung und der Veröffentlichung autobiografischer Schriften.
Nach Walther von Selves Tod übernahm seine Ehefrau Else von Selve-Wieland das Unternehmen Schweizerische Metallwerke Selve & Co., das sie ebenfalls erfolgreich zu einem Großunternehmen ausbaute. Für betriebseigene soziale Einrichtungen gründete sie mehrere Stiftungen.

## Sportliche Karriere

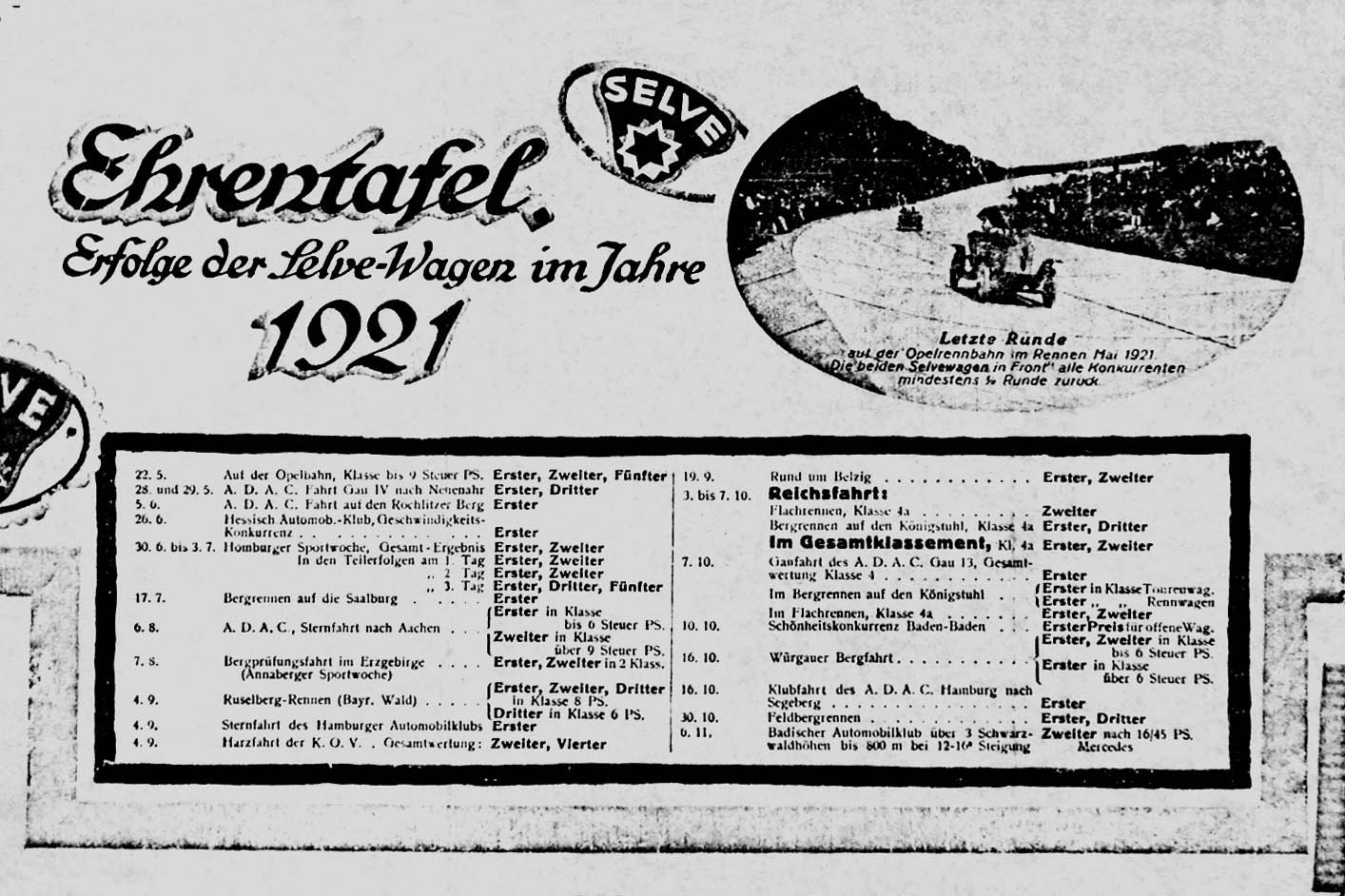
Annonce mit sportlichen Erfolgen der Selve-Automobile

Walther von Selve war ein begeisterter Radrennfahrer und gehörte Ende der 1890er-Jahre zu den erfolgreichsten deutschen Radsportamateuren. Bis 1900 hatte er an 33 Radrennen teilgenommen und 18 erste, fünf zweite und drei dritte Preise gewonnen.
Ab 1906 beteiligte er sich an Autorennen und Motorbootrennen, wobei er 1926/1927 sogar Weltrekorde aufstellte. Die sportlichen Erfolge, die mit Selve-Automobilen erzielt wurden, wurden als Werbung für das Unternehmen genutzt.

## Ehrungen
- 1913 wurde Walther Selve der preußische Rote Adlerorden 4. Klasse verliehen. Außerdem war er Träger der Rote Kreuz-Medaille 3. Klasse.[1]
- 1918 wurde Walther Selve in den sachsen-meiningischen Adel erhoben.
- 1919 verlieh ihm die Technische Hochschule Aachen wegen seiner Verdienste in der Technik, insbesondere durch die Erfindung des Aluminiumkolbens, die Ehrendoktorwürde (als Dr.-Ing. E. h.)
- Nach dem Rückzug aus dem operativen Geschäften seines Unternehmens bekleidete Walther von Selve weiterhin zahlreiche Ehrenämter in den Bereichen Sport und Wissenschaften. So war er von 1923 bis 1938 Mitglied des Kuratoriums des Kaiser-Wilhelm-Instituts für Strömungsforschung.
- 1940 verlieh der liechtensteinische Landesfürst Selve den Freiherrentitel.
- In Hameln ist die Walther-von-Selve-Straße nach ihm benannt.

## Schriften
- Die Aluminiumkolben in der Motorenindustrie. In: Ersatzmetalle in der Telegraphen- und Fernsprechtechnik. 1920.[6]
- Nickel, sein Vorkommen, seine Herstellung und Verwendung. Vieweg, Braunschweig 1921.
- Die Vorfahren von Maria Katharina Selve geb. Fischer. 1922.
- Selve [Familiengeschichte]: Seinen Kindern gewidmet. 1923.
- Neu-Caledonien. Das Südsee-Eiland von Nickel und Kobalt. 1927.
- Selve. 1928.[7]
- Von Selve. Chronik und Genealogie der Familie. 1941.
- Von Selve. Treue um Treue. 1941.
- Meine Reise durch fünf Erdteile. (mit drei Bildtafeln, Reisekarte und Länderverzeichnis) 1943.
- Meine Reisen durch fünf Erdteile. Nachtrag. 1946.
- Sport und Technik. 1947.